# Симон Генрих Адольф
Симон Генрих Адольф Липпский (нем. Simon Heinrich Adolf zur Lippe; 25 января 1694 — 12 октября 1734) — граф Липпе-Детмольда.

## Биография
Симон Генрих Адольф — сын графа Фридриха Адольфа Липпского и его супруги Иоганны Елизаветы Нассау-Дилленбургской. В 1710 году под надзором оберг-гофмейстера липпского Симон Генрих Адольф отправился в образовательную поездку, учился в Утрехтском университете и побывал при дворах Англии и Франции. В 1715 году молодой граф принимал участие в турецком походе Евгения Савойского в Венгрию и на Белград и вернулся в Детмольд через Вену. В 1718 году Симон Генрих Адольф стал править в Липпе.
В 1720 году император Священной Римской империи Карл VI должен был возвести Симона Генриха Адольфа в имперские князья, но этого не произошло потому, что у Симона Генриха Адольфа не нашлось 4400 рейхсталеров, подлежавших уплате за титул. Хотя в 1728 году его жена купила Фюрстенхоф фон дер Борх в Детмольде за 11 000 талеров и подарила его лютеранской общине. Но защита лютеранской общины в Детмольде была для него важнее, чем возведение его в сан князя. 
Хронический финансовый дефицит заставил графа в 1725 году продать оказавшиеся в долгах голландские владения Вианен и Амейде, а в 1733 году заложить курфюршеству Брауншвейг-Люнебург крепость Штернберг. Симон Генрих Адольф ничуть не уступал своему отцу в стремлении к роскоши. Несмотря на постоянное безденежье, каждое празднество устраивалось с большим размахом, как если бы у графа имелись неиссякаемые источники финансирования. 
Умер Симон 12 октября 1734 года. 

## Потомки
16 октября 1719 Симон Генрих Адольф женился на Иоганне Вильгельмине, дочери князя Георга Августа Нассау-Идштейнского. У супругов родилось одиннадцать детей:
- Елизавета Генриетта Амалия (10 февраля 1721 — 19 января 1793), аббатиса Каппельского монастыря и монастыря Святой Марии в Лемго.
- Луиза Фридерика (3 октября 1722 — 3 ноября 1777), замужем не была. Детей не имела.
- Карл Август (3 ноября 1723 — 16 февраля 1724), умер в младенчестве.
- Генриетта Августа (26 марта 1725 — 5 августа 1777), была замужем за Фридрихом Шлезвиг-Гольштейн-Зондербург-Глюксбургским (1701—1766).
- Карл Симон Фридрих (31 марта 1726 — 18 февраля 1727), умер в младенчестве.
- Симон Август (12 июня 1727 — 1 мая 1782), следующий граф Липпе-Детмольда
- Фридрих Адольф (30 августа 1728 — 8 августа 1729), умер в младенчестве.
- Шарлотта Клементина (11 ноября 1730 — 18 мая 1804), аббатиса Каппельского монастыря.
- Людвиг Генрих Адольф (7 марта 1732 — 31 августа 1800), женат на Анне Гессен-Филипсталь-Бархфельдской (1735—1785), дочери ландграфа Вильгельма Гессен-Филипсталь-Бархфельдского, затем на Луизе Изенбург-Бюдингенской (1764—1844). Оба брака бездетные.
- Георг Эмиль (12 марта 1733 — 8 июля 1733), умер в младенчестве.
- Вильгельм Альбрехт Август Эрнст (11 января 1735 — 23 января 1791), женат на Вильгельмине Троте (1740—1793). Имел одну дочь Августу (1774—1825), которая в 1804 году стала аббатисой Каппельского монастыря.[2]